# Kruk (serial telewizyjny)
Kruk – polski serial kryminalny w reżyserii Macieja Pieprzycy produkcji Canal+. W serialu został wykorzystany wiersz Danuty Wawiłow pt. „Jak tu ciemno”, który był czytany kilkakrotnie w różnych odcinkach.
Zdjęcia do serialu nagrywano w Łodzi i Białymstoku.

## Fabuła
Po wielu latach Adam Kruk, inspektor wydziału kryminalnego łódzkiej policji, wraca na Podlasie, do rodzinnego Białegostoku. Tam mierzy się ze sprawą porwania chłopca, a także swoją przeszłością, związaną z pedofilską działalnością w domu dziecka. Serial zawiera wiele elementów fantastycznych takich jak rozmowy z ludźmi, którzy już nie żyją, istnienie postaci, którą widzi tylko główny bohater, która jednak potrafi oddziaływać na otoczenie (np. w jednej ze scen wystraszył dziecko).
W drugiej serii Adam Kruk (Michał Żurawski) ratuje z niebezpieczeństwa policjantkę Justynę (Magdalena Koleśnik), w wyniku czego ich stosunki stają się bardziej poufałe. Oboje zajmują się również sprawą zabójstw rudowłosych kobiet. Kruk nie łapie jednak porozumienia z komisarzem Kołeckim (Leszek Lichota), który również pracuje nad sprawą.
Sezon trzeci dotyczy rozwiązywania zagadki Kruka w rodzinnym Podlasiu, która odbiła się bezpośrednio na nim i jego bliskich.

## Obsada
| Aktor                | Rola                          | Okres występowania     |
| -------------------- | ----------------------------- | ---------------------- |
| Michał Żurawski      | komisarz Adam Kruk            | od 2018 (od 1. sezonu) |
| Andrzej Zaborski     | komendant Stanisław Tylenda   | od 2018 (od 1. sezonu) |
| Cezary Łukaszewicz   | Sławek                        | od 2018 (od 1. sezonu) |
| Barbara Wypych       | policjantka Kasia Wójcik      | od 2018 (od 1. sezonu) |
| Michał Filipiak      | policjant Borowiecki          | od 2018 (od 1. sezonu) |
| Mariusz Jakus        | policjant Marek Kaponow       | od 2018 (od 1. sezonu) |
| Anna Nehrebecka      | Anna Morawska                 | od 2018 (od 1. sezonu) |
| Jerzy Schejbal       | Zygmunt Morawski              | od 2018 (od 1. sezonu) |
| Piotr Dąbrowski      | Bogdan Wasiluk                | od 2018 (od 1. sezonu) |
| Marcin Bosak         | Szymon Wasiluk                | od 2018 (od 1. sezonu) |
| Nicolas Przygoda     | Adam Kruk w młodości          | od 2018 (od 1. sezonu) |
| Hubert Wiatrowski    | Sławek w młodości             | od 2018 (od 1. sezonu) |
| Jan Szydłowski       | Rafałek Morawski              | od 2018 (od 1. sezonu) |
| Katarzyna Wajda      | Anka Kruk, żona Kruka         | od 2018 (od 1. sezonu) |
| Tomasz Włosok        | Tomek „Rudy”, brat Kaśki      | od 2018 (od 1. sezonu) |
| Magdalena Koleśnik   | Justyna Ataman                | od 2021 (od 2. sezonu) |
| Leszek Lichota       | komisarz Kołecki              | od 2021 (od 2. sezonu) |
| Danuta Kierklo       | „Szeptucha”                   | od 2021 (od 2. sezonu) |
| Maria Sobocińska     | Klaudia Dereń                 | od 2021 (od 2. sezonu) |
| Hubert Miłkowski     | Cyprian Dereń                 | od 2021 (od 2. sezonu) |
| Zbigniew Stryj       | komendant Bogdanowicz         | od 2021 (od 2. sezonu) |
| Barbara Jonak        | Marzena Wasilewska            | od 2021 (od 2. sezonu) |
| Sebastian Cybulski   | Stanisław Morawski            | od 2021 (od 2. sezonu) |
| Marek Litewka        | stary Cygan                   | od 2021 (od 2. sezonu) |
| Adam Majewski        | Cygan Weszo                   | od 2021 (od 2. sezonu) |
| Eugeniusz Malinowski | „Ruski”                       | od 2021 (od 2. sezonu) |
| Adam Cywka           | ojciec Justyny                | od 2021 (od 2. sezonu) |
| Lena Frankiewicz     | matka Justyny                 | od 2021 (od 2. sezonu) |
| Sonia Kasperek       | mała Klaudia Dereń            | od 2021 (od 2. sezonu) |
| Barbara Jonak        | Marzena Wasilewska            | od 2022 (od 3. sezonu) |
| Sonia Mietielica     | policjantka Agata             | od 2022 (od 3. sezonu) |
| Kinga Preis          | Krystyna Stefaniuk            | od 2022 (od 3. sezonu) |
| Cezary Kosiński      | Mariusz Stefaniuk             | od 2022 (od 3. sezonu) |
| Konrad Eleryk        | policjant Bogdan Tereszczenko | od 2022 (od 3. sezonu) |
| Helena Sujecka       | Tamara                        | od 2022 (od 3. sezonu) |

## Spis serii
| Seria | Seria | Nazwa serii              | Sezon          | Odcinki   | Premiera serii | Finał serii      | Pora emisji      | Średnia oglądalność |
| ----- | ----- | ------------------------ | -------------- | --------- | -------------- | ---------------- | ---------------- | ------------------- |
|       | 1.    | Szepty słychać po zmroku | wiosna 2018    | 1–6 (6)   | 18 marca 2018  | 22 kwietnia 2018 | niedziela, 21:30 | 121 986             |
|       | 2.    | Czarny woron nie śpi     | lato 2021      | 7–12 (6)  | 9 lipca 2021   | 13 sierpnia 2021 | piątek, 21:00    | bd.                 |
|       | 3.    | Jak tu ciemno            | zima 2022/2023 | 13–18 (6) | 9 grudnia 2022 | 13 stycznia 2023 | piątek, 21:00    | bd.                 |